# Wereldbeker (quadrathlon)
De Wereldbeker, in het Engels World Cup, is een jaarlijkse competitie in de quadrathlon georganiseerd door de World Quadrathlon Federation (WQF).

## Erelijst

### Mannen
| Jaar | Goud                            | Zilver                          | Brons                      |
| ---- | ------------------------------- | ------------------------------- | -------------------------- |
| 2001 | Miroslav Podborský              |                                 |                            |
| 2002 | Miroslav Podborský              |                                 |                            |
| 2003 | Thoralf Berg                    | Miroslav Podborský              | Jozef Ivanko               |
| 2004 | Thoralf Berg Miroslav Podborský | Thoralf Berg Miroslav Podborský |                            |
| 2005 | Miroslav Podborský              | Thoralf Berg                    | Lukáš Matys                |
| 2006 | Lukáš Matys                     | Miroslav Podborský              | Lukáš Matys                |
| 2007 | Miroslav Podborský              | Leoš Roušavý                    | Leoš Roušavý               |
| 2008 | Andrew Byatt                    | Leoš Roušavý                    | Miroslav Podborský         |
| 2009 | Leoš Roušavý                    | Michal Háša                     | Stefan Teichert            |
| 2010 | Leoš Roušavý                    | Pedro Bartolomeu                | Josef Feichtinger          |
| 2011 | Leoš Roušavý                    | Michal Háša                     | Steve Clark Mat Stephenson |
| 2012 | Leoš Roušavý                    | Stefan Teichert                 | Michal Háša                |
| 2013 | Stefan Teichert                 | Leoš Roušavý                    | Michal Háša                |
| 2014 | Stefan Teichert                 | Leoš Roušavý                    | Michal Háša                |
| 2015 | Enrique Peces                   | Leoš Roušavý                    | Stefan Teichert            |
| 2016 | Enrique Peces                   | Ferenc Csima                    | Stefan Teichert            |
| 2017 | Tomáš Svoboda                   | Enrique Peces                   | Ferenc Csima               |
| 2018 | Tomáš Svoboda                   | Ferenc Csima                    | Stefan Teichert            |
| 2019 | Ferenc Csima                    | Tomáš Svoboda                   | Leoš Roušavý               |
| 2020 | Stefan Teichert                 | Krzysztof Wolski                | William Peters             |

### Vrouwen
| Jaar | Goud                            | Zilver                          | Brons              |
| ---- | ------------------------------- | ------------------------------- | ------------------ |
| 2003 | Silke Harenberg                 | Ilona Škálová                   | Šárka Skalická     |
| 2004 | Šárka Skalická                  | Monika Rosenmeier               | Silke Harenberg    |
| 2005 | Silke Harenberg                 | Katrin Burow                    | Šárka Skalická     |
| 2006 | Silke Harenberg                 | Katrin Burow                    | Karla Polívková    |
| 2007 | Katrin Burow                    | Silke Harenberg                 | Alena Dufková      |
| 2008 | Alena Dufková                   | Silke Harenberg                 | Helen Parkinson    |
| 2009 | Helen Parkinson Silke Harenberg | Helen Parkinson Silke Harenberg | Ellen Mielke       |
| 2010 | Ellen Mielke                    | Alena Dufková                   | Antje Fiebig       |
| 2011 | Ellen Mielke                    | Helen Parkinson                 | Alison Stephenson  |
| 2012 | Lisa Teichert                   | Ellen Mielke                    | Silke Harenberg    |
| 2013 | Lisa Teichert                   | Ellen Mielke                    | Katrin Burow       |
| 2014 | Lisa Teichert                   | Gabrielle Immendorf             | Ellen Mielke       |
| 2015 | Lisa Teichert                   | Gabrielle Immendorf             | Ellen Mielke       |
| 2016 | Lisa Teichert                   | Laura Csima                     | Magdalena Koberová |
| 2017 | Lisa Teichert                   | Kata Balázs                     | Magdalena Koberová |
| 2018 | Lisa Teichert                   | Magdalena Koberová              | Helen Russel       |
| 2019 | Susanne Walter                  | Magdalena Koberová              | Kata Balázs        |
| 2020 | Lisa Teichert                   | Susanne Walter                  | Kata Balázs        |